# 第一霍倫赫拉德

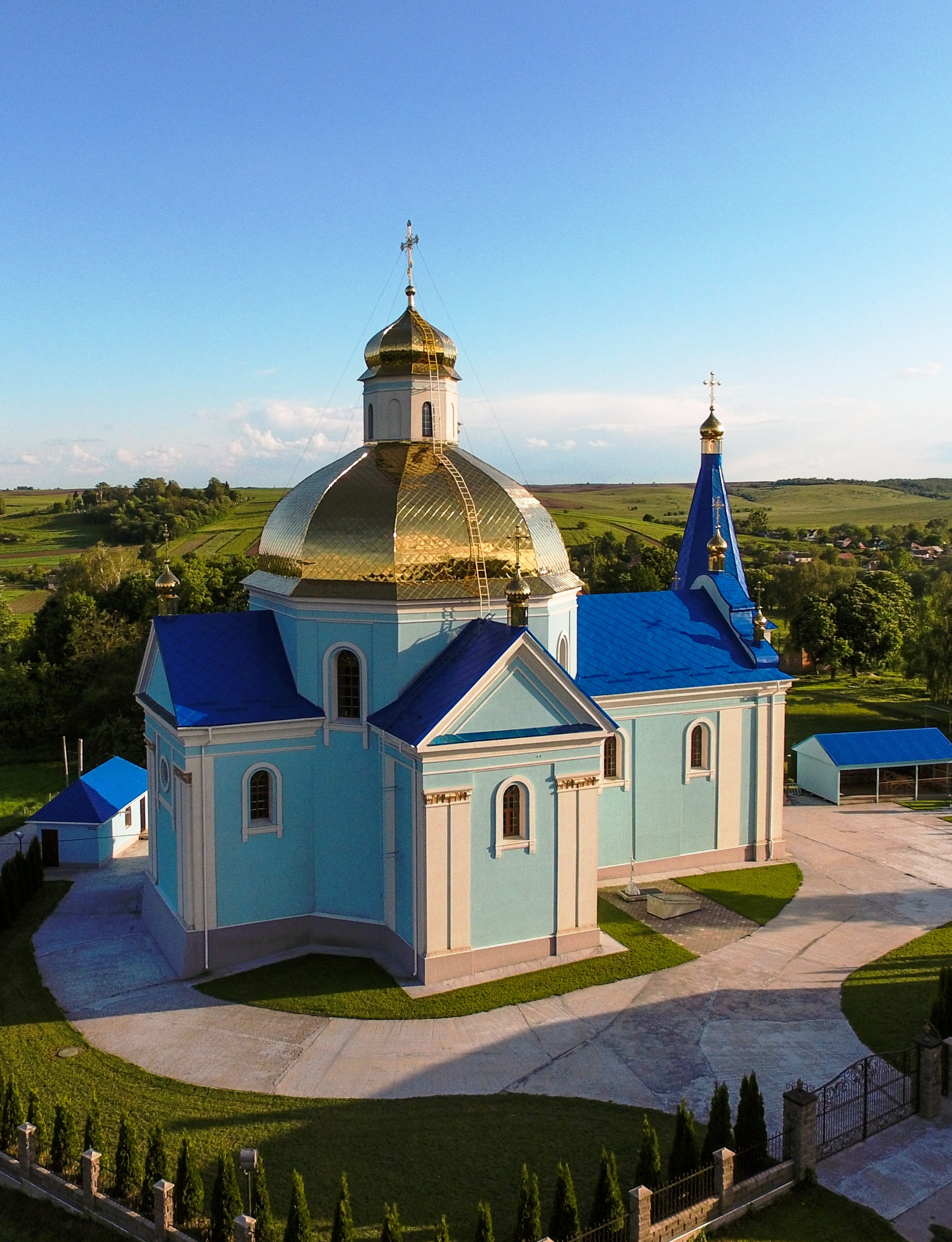
教堂

50°39′39″N 26°30′16″E / 50.66083°N 26.50444°E
第一霍伦赫拉德（烏克蘭語：Гориньград Перший），是烏克蘭西北部里夫内州里夫内区白克里尼察市镇的村落。始建於1583年，面積1.1平方公里，海拔高度200米，2001年人口477，人口密度每平方公里433.6人。